# AV Berchtoldia Bern
Die akademische Verbindung Berchtoldia ist eine farbentragende, nichtschlagende Studentenverbindung an der Universität Bern und eine Sektion des Schweizerischen Studentenvereins. Sie wurde 1917 als erste sogenannte Reformverbindung gegründet und ist die einzige deutschsprachige Verbindung der Universität Bern, die sowohl Studentinnen als auch Studenten offensteht.

## Geschichte

### Die Gründungszeit
Die Gründung der Berchtoldia muss im Lichte der Geschichte des Schweizerischen Studentenvereins und der Verhältnisse in diesem zu Beginn des 20. Jahrhunderts betrachtet werden.
Diverse Gründe wie übermässiger Verbindungsbetrieb, zu starke Betonung der äusserlichen Formen, Überschätzung des Komments, Trinkzwang, glanzvolles Auftreten unter finanziellen Opfern, Vernachlässigung der Wissenschaft und Inanspruchnahme der Mitglieder unter grossem Zeitverlust sind dabei zu nennen. Im Verein wurden Stimmen laut, die von diesem Tun abkehren wollten und sich wieder vermehrt den ursprünglichen Werten des Schweizerischen Studentenvereins zuwenden wollten. Diese Rückbesinnung auf die zentralen Elemente und Ansprüche des Schweizerischen Studentenvereins war die Triebfeder zur Reformbewegung. Damit verbunden war auch der Wunsch wieder vermehrt Wissenschaft und Religiosität zu vertiefen und politisch und gesellschaftlich aktiv zu werden.
An der Generalversammlung des Schweizerischen Studentenvereins in Zug 1916 kam es nach längerer Auseinandersetzung zu den sogenannten Zuger Beschlüssen. Mit den Beschlüssen wollte man die schon früher beschlossenen Reformen, zum Beispiel bezüglich des Trinkzwangs, der überbordenden Formen und der Pflege der Wissenschaft und der Religion umsetzen:
- keinem Studenten darf der Eintritt oder Verbleib aus finanziellen Gründen verwehrt bleiben
- keine Verhinderung des erfolgreichen Studiums
- keine Vernachlässigung religiöser Pflichten
- Pflege der wissenschaftlichen Betätigung neben dem Studium
- ausschliesslich die Sektionen sind Träger der Reform

Insbesondere der letzte Punkt wurde zum grossen Problem, weil längst nicht alle Sektionen gewillt waren, die Reformen an die Hand zu nehmen. Bis anhin waren Bemühungen des Gesamtvereins oft an den Verbindungen gescheitert.
In diesem Umfeld war die Berchtoldia die erste Verbindung, die im Licht der Zuger Beschlüsse 1917 gegründet wurde. Alles begann mit Jean Gressot und Joseph Brielmann, beide Mitglieder der AKV Burgundia, die sich gegen die «Kommentschinderei» am Stamm und für die Zuger Beschlüsse einsetzten. Ihre Haltung legten sie dem Zentralkomitee des Schweizerischen Studentenvereins dar, wofür sie sich vor dem Burschenkonvent der Burgundia zu verantworten hatten. Bei dieser Gelegenheit gaben sie auch ihre Absicht bekannt, in Bern eine zweite Sektion des Schweizerischen Studentenvereins zu gründen. Diese Ansicht führte zum Ausschluss der beiden «Rebellen». Im Dezember 1916 reichten die beiden Jurassier zusammen mit mehreren Gleichgesinnten das Gesuch zur Gründung einer «Séction Romande» unter Anwendung der Zuger Beschlüsse ein. Das Zentralkomitee befürwortete grundsätzlich die Gründung, lehnte aber eine rein welsche Verbindung ab. Ein wenig später, im Januar 1917, erteilt das Zentralkomitee die provisorische Erlaubnis für die Gründung der Berchtoldia trotz massiver Opposition durch die Burgundia. An der Generalversammlung des Schweizerischen Studentenvereins in Luzern (1917) wurde die Berchtoldia schliesslich definitiv in den Schweizerischen Studentenverein aufgenommen und ihr das Farbentragen gestattet. Als qualitative Abspaltung von der Burgundia muss die Berchtoldia als deren jüngere Schwester bezeichnet werden.
| 17. November 1916 | Ausschluss von Brielmann und Gressot aus der Burgundia                                               |
| 1. Dezember 1916  | Gesuch an das Zentralkomitee des Schweizerischen Studentenvereins um eine neue Verbindung zu gründen |
| 24. Januar 1917   | provisorische Erlaubnis zur Gründung                                                                 |
| 29. Mai 1917      | Konstitutionssitzung der Berchtoldia                                                                 |
| 29. August 1917   | Bestätigung der Gründung durch die Generalversammlung des Schweizerischen Studentenvereins in Luzern |

Wegen zu geringer Resonanz der Zuger Beschlüsse bei den Sektionen des Schweizerischen Studentenvereins an anderen Universitäten wurden bald darauf auch dort neue Sektionen gegründet, die sich die Umsetzung dieser Reformen zum Ziel gesetzt hatten. So in Freiburg die AV Fryburgia und in Zürich die AV Welfen. Die Reform als neuer Verbindungstyp nahm nun konkret Gestalt an. Der Enthusiasmus, der die Gründer beseelte, wirkte verbindungsintern in hohem Masse gemeinschaftsstiftend und verlieh der jungen Verbindung jene Stosskraft gegen aussen, die sie benötigte um aussagekräftig und widerstandsfähig zugleich zu sein.

### Erste Schritte
Die Berchtolder richteten 1917 ihren ersten Stamm ein und nahmen bald darauf eine Ehrenphilistrierung ihrer Förderer vor, da es ja noch keine Altherren gab. Eine Aufnahme in den Corporationen Convent Bern (Vereinigung der Berner Platzverbindungen) scheiterte 1918 an den starken Spannungen zwischen der Burgundia und der Berchtoldia. Im Jahr 1920 wurde aber schon die erste Verbindungsfahne eingeweiht.
Der wissenschaftlichen Betätigung wurde von Beginn an breiten Platz im Leben der Verbindung eingeräumt. So fand jeden Dienstag ein Vortragsabend statt, den entweder ein eigenes Verbindungsmitglied oder ein aussenstehender Gast bestritt. Der Donnerstagabend wurde gesellig gestaltet, alle vierzehn Tage gaben die Berchtolder die humoristische Zeitung La Meule («Der Haufen») heraus.
1923 wurde ein «Friedensabkommen» mit den Burgundern ausgearbeitet, nachdem in den Zwanzigerjahren eine Entspannung der Beziehung festzustellen war. Um den Gedanken der Reformverbindung zu stärken, regten die Berchtolder die Gründung eines Delegiertenkonventes an, bestehend aus Fryburgern, Welfen und Berchtoldern. Ebenfalls in diesem Jahr wurde von Rudolf Diethelm die Berchtolder Couleurstrophe verfasst.
Die schwierigen Umstände in den Dreissigerjahren wirkten sich auch auf das Couleurstudententum ungünstig aus. In diese Zeit fiel auch die Anschaffung der neuen Mütze: weisses Kreuz auf leuchtendem Rot, um sich gegen den braunen und schwarzen Extremismus deutlich abzugrenzen, was das Bekenntnis zur Schweiz und ihren demokratischen Idealen unterstrich. Zum Anlass des 100-jährigen Bestehens der Alma Mater Bernensis (1934) stifteten die Altherren der Aktivitas eine Vollwichsgarnitur zu Repräsentationszwecken. Dies führte zu heftigen Diskussionen, stand diese Anschaffung doch in einem gewissen Widerspruch zur Reformidee. Ebenfalls Unruhe kam auf, als die Berchtolder 1944 einen eigenen Komment als offiziell erklärten, weil dies entwicklungsgeschichtlich gegen die Reform und deren Tradition, aber auch gegen den Geist der Gründer verstiess.

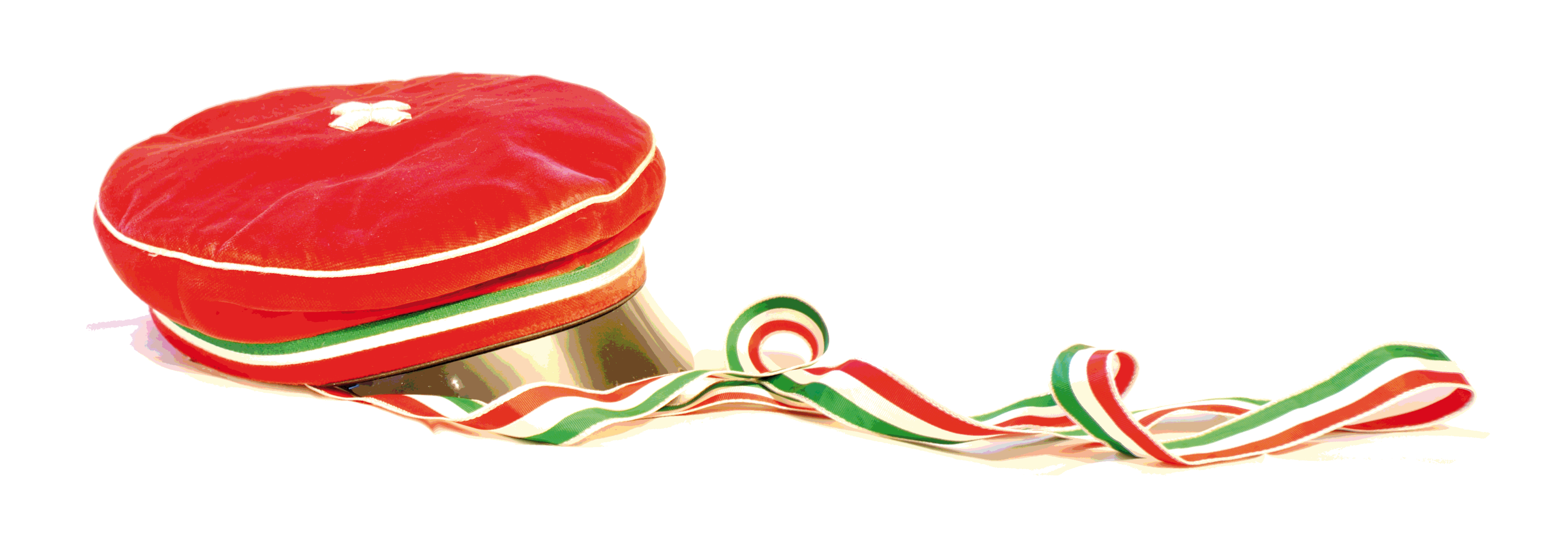
Die rote Mütze mit dem Schweizer Kreuz und das rot-weiss-grüne Band

### Die Jahre nach dem Zweiten Weltkrieg
Im Schweizerischen Studentenverein wurde 1945 eine Patronatsaktion durchgeführt, bei der die Verbindungen des Österreichischen Cartellverbands in ihrer Notlage nach dem Krieg unterstützt wurden. Die Idee entstand bei einem Besuch des Zentralkomitees in Österreich. Die Berchtoldia übernahm die Patenschaft für die KÖHV Leopoldina Innsbruck. Im Jahre 1946 schliesslich distanzierte sich die Berchtoldia vom Delegiertenconvent der Reformverbindungen, da man nicht einer «Anti-Block-Vereinigung» angehören wollte. (Der Bund akademischer Kommentverbindungen, kurz «Block», ist die Sammlung konservativer Verbindungen im Schweizerischen Studentenverein als Gegenreaktion zu den Reformbestrebungen zu Beginn des Jahrhunderts.)
1951 wurde die «HOB» geschaffen, die Hilfsorganisation für Berchtolder, um finanziell schwächere Berchtolder beim Studium und junge Altherren beim Berufseinstieg zu unterstützen. Im selben Jahr wurde Bundesrat Josef Escher als Ehrenmitglied aufgenommen. Ebenso wurden im Jahr 1955 die Bundesräte Thomas Holenstein und Giuseppe Lepori als Ehrenmitglieder willkommen geheissen. 1958 erschien der Kurier der Alt-Berchtoldia, das Verbindungsorgan zum ersten Mal.

### Die 1960er und 1970er Jahre
Zu Beginn der 1960er verschärften sich die Spannung im Delegiertenconventen der Reformverbindungen und auch der Versuch der Neugestaltung und Stärkung dieser schlug fehl, so dass die Berchtoldia 1966 schliesslich austrat. 1967 führte die Berchtoldia die sogenannte «Flüeli-Ranft-Tagung» durch und erstellte die Flüeli-Grundsätze, die das Bindeglied zu den couleurstudentischen Auffassungen der Gründer sein sollten. Im Rahmen dieser Grundsätze wurden zur Verwirklichung der angestrebten Ziele das Berchtolder-Weekend, das Berchtolder-Souper und die Forumsgespräche ins Leben gerufen.
Mitte der Sechzigerjahre folgte ein erneuter Versuch eines Reformbündnisses: die Berner Gruppe, die während 15 Jahren mit ihrem Engagement den Schweizerischen Studentenverein stark prägte. Ihre beiden grössten Erfolge waren die Öffnung des Schweizerischen Studentenvereins für Frauen im Jahr 1968 unter dem Berchtolder Urs Altermatt als Zentralpräsident und die Öffnung des Schweizerischen Studentenvereins für reformierte Mit-Christen 1977 ebenfalls durch einen Berchtolder an der Spitze des Vereins.
Im Wintersemester 1974/75 wurde durch ein entsprechendes Gesuch die Frage ein Thema, ob Studentinnen auch in die Berchtoldia aufgenommen werden sollten. Allgemein war die Stimmung eher für eine Frauenaufnahme, die Aktivitas sah sich an ihrem nächsten AC dazu veranlasst, deswegen die Statuten zu ändern. Daraufhin konnte das Aufnahmegesuch behandelt werden und am 29. Januar 1975 wurde die erste Frau in die Berchtoldia aufgenommen.

### Die 1980er und 1990er Jahre
Im November 1983 wurde die Reform wieder aktiv und gründete die Reformgruppe.
Am 12. Juli 1984 wurde der Berchtolderkeller in der Postgasse eingeweiht, der seitdem ein wichtiger Ort für die Verbindung ist: Versammlungen und Vorträge, aber auch Feste und Kneipen finden dort statt. Seitdem ist die Berchtoldia regelmässig in den Kommissionen und im Zentralkomitee des Gesamtvereins vertreten.
Nachdem die couleurstudentischen Sitten in den siebziger Jahren kaum mehr gepflegt, erlebten diese in den Achtzigerjahren eine neue Blüte. Dieser widersetzte sich aber ein Teil der Aktivitas unter Berufung auf die Gründerväter und historischer Ablehnung des Komments. Diese Gegenbewegung grenzte sich äusserlich sichtbar durch das Tragen eines Schlapphuts ab. Der Anfangs geringe Frauenanteil in der Berchtoldia wuchs in den Neunzigerjahren auf gut 50 Prozent und auch die Wahl von weiblichen Mitgliedern in die Vereinsleitung stellte keine besonderen Umstände mehr dar.

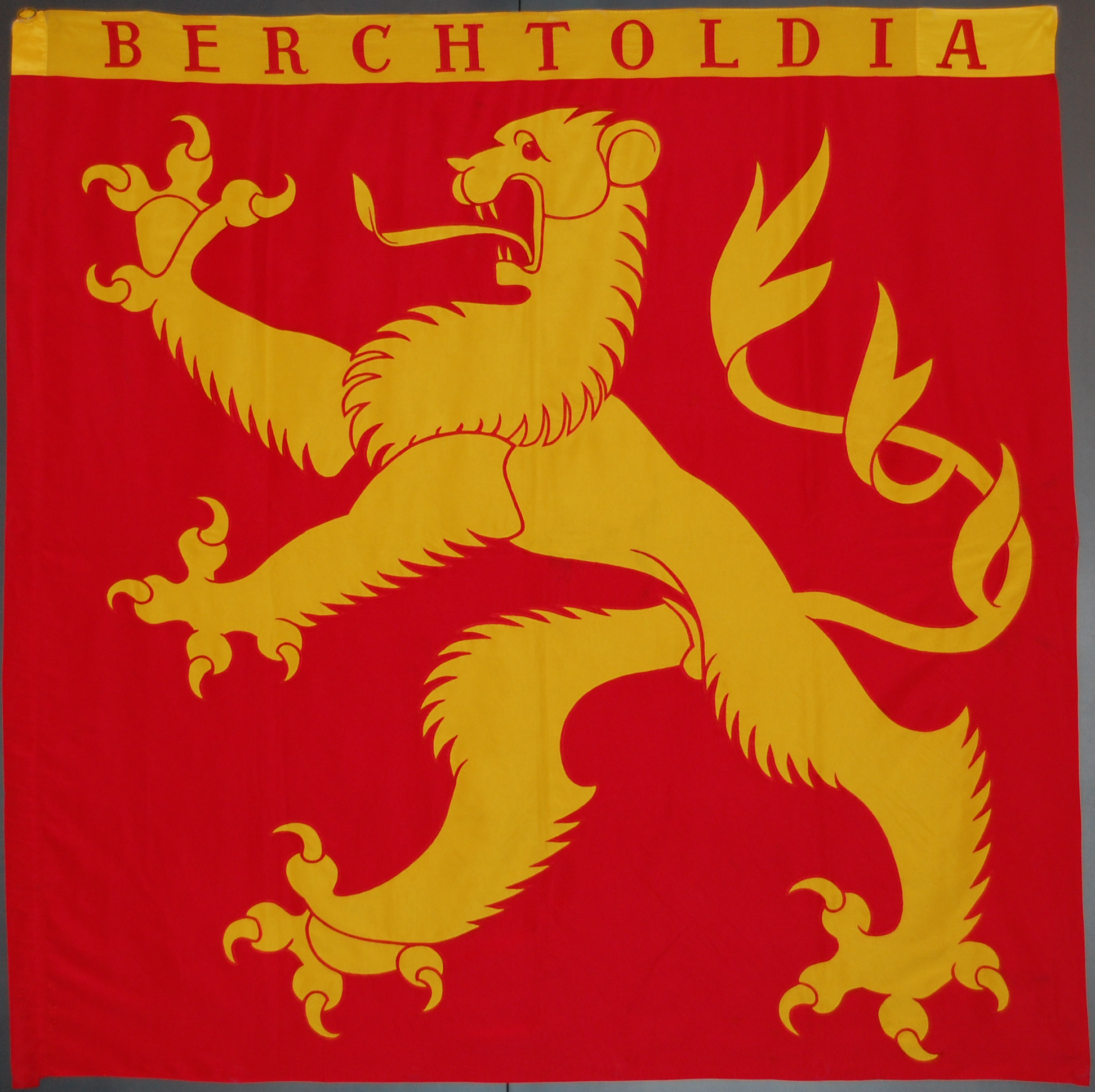
Die Fahne der AV Berchtoldia mit dem Wappen von Berchtold V. von Zähringen nach der Darstellung auf dem Zähringerbrunnen

### Fernsehdokumentation
Am 11. Juli 1996 sendete das Schweizer Fernsehen einen einstündigen Dokumentarfilm über die AV Berchtoldia Bern.

## Besonderheiten

### Kreuz auf der Mütze
Seit 1933 werden rote Mützen mit dem Schweizer Kreuz getragen. Dies stellte in einer Zeit, in der ein Extremismus brauner und schwarzer Färbung sich langsam auszubreiten begann, ein Bekenntnis zur Schweiz und ihren demokratischen Idealen dar, wie dies auch 1917 der Fall gewesen war.

### Freundschaft zur KÖHV Leopoldina (Innsbruck)
Nach dem Ende des Zweiten Weltkriegs (1945) lancierte das Zentralkomitee des SchwStV eine Hilfsaktion zugunsten der österreichischen CV-Verbindungen. Die AV Berchtoldia übernahm das Patronat zur KÖHV Leopoldina und sendete umgehend einen Sack Kartoffeln nach Innsbruck. Diese Freundschaft hält bis heute an und wird regelmässig zum kulturellen Austausch gepflegt.

### Engagement im Gesamtverein
Die AV Berchtoldia engagierte sich von Beginn an sehr stark im Schweizerischen Studentenverein (SchwStV).
| Jahr | Organ im SchwStV                    |
| ---- | ----------------------------------- |
| 1919 | Vizecentralpräsident (VCP)          |
| 1926 | Centralpräsident (CP)               |
| 1933 | Centralpräsident (CP)               |
| 1941 | Centralpräsident (CP)               |
| 1968 | Centralpräsident (CP) Urs Altermatt |
| 1970 | Centralpräsident (CP)               |
| 1976 | Centralpräsident (CP)               |
| 1995 | Mittelschulcentralkomitee (MCC)     |
| 1996 | Vizecentralpräsident (VCP)          |
| 1999 | Centralpräsident (CP)               |
| 1999 | Centralaktuar (CA)                  |
| 2000 | Centralaktuar (CA)                  |
| 2009 | Centralkomitee (CC)                 |
| 2017 | Centralkomitee (CC)                 |
| 2017 | Centralkomitee (CC)                 |

## Bekannte Mitglieder
- Urs Altermatt, Historiker und Rector emeritus der Universität Freiburg (Schweiz)
- Remigius Bärlocher, Nationalrat von 1963 bis 1971, Katholisch-Konservative Partei der Schweiz
- Julius Binder, Nationalrat von 1963 bis 1975 und Ständerat von 1979 bis 1987, Christlichdemokratische Volkspartei
- Albert Broger, Nationalrat von 1935 bis 1964, Katholisch-Konservative Partei der Schweiz
- Adolf Boner, Nationalrat von 1939 bis 1959, Katholisch-Konservative Partei der Schweiz
- Germain Carnat, Nationalrat von 1928 bis 1939, Bauern-, Gewerbe- und Bürgerpartei
- Gion Condrau, Nationalrat von 1975 bis 1979, Christlichdemokratische Volkspartei
- Johannes Duft, Nationalrat von 1919 bis 1939, Katholisch-Konservative Partei der Schweiz
- Joseph Egli, Nationalrat von 1969 bis 1979, Christlichdemokratische Volkspartei
- Adolf Faller, Arzt und Medizinhistoriker an der Universität Freiburg
- Jean Gressot, Nationalrat von 1939 bis 1955 und 1956 bis 1959, Katholisch-Konservative Partei der Schweiz; Gründungsmitglied der AV Berchtoldia
- Walter Gut, Regierungsrat des Kantons Luzern von 1971 bis 1987, Christlichdemokratische Volkspartei, 1990 Sonderbeauftragter des Bundesrates für Staatschutzakten (Fichendelegierter)
- Karl Hackhofer, Nationalrat von 1951 bis 1971, Katholisch-Konservative Partei der Schweiz
- Alois Hürlimann, Nationalrat von 1963 bis 1979, Christlichdemokratische Volkspartei
- Peter Jäggi, Professor für Zivil- und Handelsrecht von 1945 bis 1975 an der Universität Freiburg i.Ü.
- Franz Jenny Jurist und Hochschullehrer, professor für Privatrecht an der Universität Freiburg
- Bernard Kälin OSB, Benediktinermönch, Abt und Abtprimas
- Franz Xaver Leu, Ständerat von 1966 bis 1975, Christlichdemokratische Volkspartei
- Alois Lustenberger, Bundesrichter am Eidgenössischen Versicherungsgericht von 1987 bis 2008
- Rudolf Mäder, Ständerat von 1957 bis 1966, Katholisch-Konservative Partei der Schweiz
- Roberth Muth, Philologe und Professor emeritus der Universität Innsbruck
- Ferdinand Nigg, liechtensteinischer Politiker und Regierungsmitglied 1945 bis 1957
- Therese Rotzer-Mathyer, Politikerin, Christlichdemokratische Volkspartei
- Nikolaus Senn, Bankmanager und Ehrenpräsident der UBS
- Peter Tuor, Jurist und Hochschullehrer an den Universitäten Genf und Bern
- Alois Bissig, Regierungsrat des Kantons Nidwalden von 2010 bis 2014, Christlichdemokratische Volkspartei